# Лев Руанский
Лев (фр. Leo de Rouen) (убит в 900) — священномученик. День памяти — 1 марта.
Согласно церковному преданию, святой Лев был епископом города Руана во времена нашествия сарацин. Он был обезглавлен ими около Байонна, святым покровителем которого он до сегодняшнего дня почитается. Однако, на основании изучения исторических источников установлено, что святой Лев не был епископом Руана и ошибочно считался главой местной кафедры.